# Scutellaria multibrachiata
Scutellaria multibrachiata là một loài thực vật có hoa trong họ Hoa môi. Loài này được H.Lév. & Vaniot miêu tả khoa học đầu tiên năm 1910.